# Мала Јеча
Мала Јеча (рум. Iecea Mică) насеље је у Румунији у округу Тимиш у општини Карпиниш. Oпштина се налази на надморској висини од 81 m.

## Прошлост
По "Румунској енциклопедији" насеље се помиње 1467. године. Садашње насеље је основано 1769-1770. године. Повереник Нојман је ту населио прво 150 породица немачких ратара. Велики пожар из 1865. године уништио је пола насеља.
Аустријски царски ревизор Ерлер је 1774. године констатовао да место припада Барачком округу, Темишварског дистрикта. Село има римокатоличку цркву а становништво је било немачко.

## Становништво
Према подацима из 2013. године у насељу је живело 1113 становника.

### Попис2002.
| Расподела становништва по националности 2002.‍ | Расподела становништва по националности 2002.‍ | Расподела становништва по националности 2002.‍ | Расподела становништва по националности 2002.‍ | Расподела становништва по националности 2002.‍ |
| --------------------------------------------- | --------------------------------------------- | --------------------------------------------- | --------------------------------------------- | --------------------------------------------- |
|                                               |                                               |                                               |                                               |                                               |
| Румуни                                        | Румуни                                        |                                               | 1.055                                         | 91,4%                                         |
| Мађари                                        | Мађари                                        |                                               | 38                                            | 3,3%                                          |
| Роми                                          | Роми                                          |                                               | 49                                            | 4,2%                                          |
| Украјинци                                     | Украјинци                                     |                                               | 5                                             | 0,4%                                          |
| Немци                                         | Немци                                         |                                               | 7                                             | 0,6%                                          |